# École d'avocature de Genève
L'École d'avocature de Genève (ECAV) est une école d'avocats nécessaire pour accéder au stage d'avocat dans le canton de Genève. Créée en 2011, elle est rattachée à la faculté de droit de l'Université de Genève.  
Située dans les bâtiments d'Uni Mail, l'école forme chaque année quelque 270 candidats en moyenne. 
Unique en son genre en Suisse, elle fait l'objet de discussions quant à son bien-fondé et ses coûts.

## Historique
L’École d’avocature (ECAV) a été créée en 2011 à la suite d’une réforme de la formation d’avocat dans le canton de Genève. Elle fait suite à l’adoption, en 2009, d’un projet de loi modifiant la loi sur la profession d’avocat (LPAv) et à l’entrée en vigueur, au 1er janvier 2011, du règlement d’application correspondant.
Ce dispositif remplace le schéma antérieur, qui comprenait une licence en droit de quatre ans, suivie d’un stage de 24 mois et d’une période de préparation de plusieurs mois avant l’examen final du brevet d’avocat (ou « barreau »).
Le nouveau modèle introduit une formation préalable d’un semestre à l’ECAV, sanctionnée par un examen approfondi. En cas de réussite, le stage dure 18 mois ; à défaut, sa durée est portée à 24 mois. 
L’objectif annoncé de cette réforme était de renforcer la préparation pratique avant le stage et de limiter les échecs définitifs à un stade avancé du parcours (après environ sept ans).
Prévus pour environ 150 candidats, sa première édition comptait plus de 300 étudiants.
Un stage dans un cabinet d'avocat est obligatoire pour l'obtention du brevet d’avocat.
L'école organise également l’épreuve d’aptitude et les vérifications des compétences professionnelles des avocats des États membres de l’Union européenne ou de l’Association européenne de libre-échange désirant être inscrits au barreau de Genève.
En 2024, l’école indique qu’environ 30 % des élèves proviennent d’autres cantons suisses.

## Formation

### Contenu
La formation dispensée par l'ECAV s'étend sur une période de quatre mois et comprend vingt crédits ECTS. Le programme se compose de cinq cours principaux complétés par environ 150 h d’ateliers .
L'enseignement couvre les principales branches de l’avocature : procédure civile, procédure pénale, procédure administrative, juridictions fédérales et aspects professionnels de la profession d’avocat.
L'école fait appel à un corps enseignant composé de professeurs universitaires et d’intervenants externes, comme des magistrats, procureurs et avocats. Elle vise à offrir aux étudiants une introduction aux différents aspects de la profession d’avocat pour les préparer au stage d’avocat.

### Modalités d’évaluation
Après quatre mois, la formation se conclut par deux tentatives au maximum, avec une session principale en juin et des rattrapages en septembre.
Les évaluations se composent d’examens écrits, d’un oral et de questions à choix multiples .
En cas d'échec définitif à l'ECAV, les candidats ne peuvent pas effectuer le stage d’avocat à Genève. Il est néanmoins possible de se tourner vers d’autres cantons suisses.

### Résultats et statistiques
Le taux de réussite aux examens de l'ECAV varie selon les sessions. En 2012, il a diminué, passant de 80 % à 55 % entre la première et la deuxième volée .
Dix ans plus tard, en 2022, ils s'établissaient à 52,7 % en juin et 48,1 % en septembre. L'année 2023 a engendré des résultats plus contrastés avec 62,2 % de réussite en juin mais seulement 15,4 % lors des examens de rattrapage de septembre. 
Le président de l'ECAV indiquait que le taux d'échec définitif en 2023 était « de l'ordre de 25 % ».

### Reconnaissance et débouchés
Le certificat de spécialisation en matière d’avocature délivré par l’ECAV ne s’inscrit pas dans les cycles standardisés définis par le Processus de Bologne (baccalauréat universitaire, maîtrise, doctorat). En 2020, le rectorat de l’Université de Genève a précisé qu’il ne s’agit pas d’une formation continue, mais de la « continuation des diplômes d’études approfondies (DEA), aujourd’hui disparus ».
Le certificat ECAV ne bénéficie donc pas de la reconnaissance automatique prévue dans le cadre des accords européens. Un projet de loi déposé en 2024 souligne notamment le recours à une dénomination en anglais (« Certificate of advanced studies in legal professions ») jugée ambiguë.
Le diplôme de l’ECAV est reconnu pour l’accès au stage d’avocat uniquement dans le canton de Genève, en vertu de la loi cantonale sur la profession d’avocat. Il ne permet pas, à lui seul, d’accéder au stage dans d’autres cantons.

## Débats récents et perspectives de réforme
En 2023, le haut taux d'échec à la session de rattrapages de septembre (70 %) est décrit par un député du Grand Conseil du canton de Genève comme un « numerus clausus occulte ». 
Depuis 2023, les modalités d'évaluation font l'objet de débats portant notamment sur l'usage de questions à choix multiples, considérées comme inadaptées à l'évaluation des compétences d'avocat. 
En 2024, un projet de loi déposé par un député du Grand Conseil propose de supprimer l'École d'avocature. L'Ordre des Avocats de Genève reconnaît que les examens sont « perfectibles » et participe à un groupe de travail pour étudier des améliorations et proposer une réforme.
En 2025, l’hebdomadaire GHI publie un article évoquant ces critiques, notamment en lien avec les modalités d’évaluation et le manque de transparence de la formation. 
Quelques jours plus tard, le quotidien Blick relaie des reproches similaires en évoquant l’utilisation des frais d’écolage (3 500 francs par étudiant), des évaluations jugées inadaptées et un taux d’échec élevé. Il rapporte des témoignages d’étudiants décrivant une formation perçue comme trop théorique, et des difficultés à interagir avec les intervenants. Il indique également qu’en comparaison interne, l’ECAV ferait l’objet d’un volume de litiges six fois supérieur à celui de la Faculté de droit, avec près de 100 000 francs de frais juridiques engagés depuis sa création, dont 35 % auraient été financés par le Département de l’instruction publique. La Cour des comptes genevoise aurait par ailleurs ouvert une enquête en 2023, sans avoir reçu de documents antérieurs à 2021. 
L’ECAV conteste ces accusations et affirme avoir transmis l’ensemble des documents demandés aux autorités de contrôle.